# Intégration de la République démocratique allemande dans la Communauté économique européenne
L'intégration de la République démocratique allemande dans la Communauté économique européenne se déroule en 1990 dans le cadre du processus de réunification allemande, la République fédérale d'Allemagne (RFA) faisant partie de la Communauté depuis 1958. Cet événement majeur de la construction européenne entraîne de profonds changements, tant dans l'Allemagne unifiée que dans la Communauté économique européenne (CEE).

## Historique

### Contexte
La chute du mur de Berlin dans la nuit du 9 au 10 novembre 1989, marque un évènement majeur dans l'histoire de l'Allemagne moderne et dans celle de la guerre froide. Les conséquences de cet acte, pris dans le cadre plus large de l'émancipation des pays d'Europe de l'Est de l'URSS, va avoir des répercussions dans toute l'Europe et, de fait, particulièrement dans les deux nations allemandes et leurs États fédérés divisés depuis le début des années cinquante par des frontières matérielles, politiques et idéologiques. 
Le 18 mars 1990, se tiennent les élections démocratiques et pluralistes pour la Chambre du peuple de la RDA. Autant à l'Est qu'à l'Ouest, de nombreuses discussions portent sur le calendrier et les modalités d'une réunification. La victoire des conservateurs de l'Allianz für Deutschland (coalition de trois partis conservateurs dont la CDU de l'Est) décide en faveur d'une réunification rapide en utilisant l'article 23 de la Loi fondamentale de la République fédérale d'Allemagne. Cet article permet à un Land allemand de faire une déclaration unilatérale d'adhésion au domaine d'application de la loi fondamentale lorsque celle-ci n'était pas en vigueur lors de son adoption en 1949. Dans la nuit du 22 au 23 août 1990, la Chambre valide la déclaration d'adhésion avec effet le 3 octobre 1990; cette date est unilatéralement décidée par le parlement de la RDA sans consultation avec le gouvernement ou le parlement de la RFA.
La réunification et le statut de Berlin doivent être modifiés avec l'accord des quatre puissances victorieuses en 1945. Helmut Kohl et son ministre des Affaires étrangères Hans-Dietrich Genscher rassurent leurs alliés européens et les deux puissances tutélaires. Dans son programme du 28 novembre, le chancelier affirme que : « l'unité allemande se fera dans le cadre de l'Europe communautaire » et « en concertation étroite avec les Alliés ». Il s'engage à ce que l'Allemagne réunifiée reste dans l'OTAN,.
Les modalités de la réunification sont fixées par le traité d'unification (Einigungsvertrag) signé à Berlin le 31 août 1990 et ratifié le 20 septembre par la Volkskammer et le Bundestag. Avec le traité des 2+4, un traité de paix entre les deux États allemands et les quatre puissances victorieuses de la Seconde Guerre mondiale (États-Unis, France, Royaume-Uni et Union soviétique) signé à Moscou le 12 septembre 1990, la totalité du territoire allemand (incluant Berlin) devient pleinement souverain au moment de la réunification qui intervient le 3 octobre 1990. À cette date, la constitution de la RDA devient caduque, remplacée sur l'ancien territoire est-allemand par la Loi fondamentale de la RFA. 

### Rôle de la CEE dans la réunification
Lors de son discours du 17 janvier 1990, Jacques Delors, alors président de la Commission européenne, désigne la RDA comme un « cas spécifique » et au niveau des dirigeants européens, la question de la réunification divise : François Mitterrand et Margaret Thatcher voient dans cet évènement historique le signe du « retour de la démocratie en Europe centrale » mais également une menace pour la puissance de leurs pays respectifs avec une Allemagne plus forte économiquement et plus peuplée,. Toutefois, il apparait rapidement dans les discussions faisant suite au rapprochement politique des deux États que la volonté des habitants s'oriente vers l'idée d'une seule nation allemande unifiée (« Wir sind ein Volk » qui signifie « Nous sommes un peuple »). 
Le Conseil européen de Strasbourg du 8 et 9 décembre 1989 approuve l'unification de l'Allemagne à condition qu'elle s'opère de façon démocratique, « dans le respect des accords et traités et des accords d'Helsinki, dans un contexte de dialogue et de coopération Est-Ouest et dans la perspective de l'intégration européenne ». Pour la CEE, cette étape n'est pas un élargissement avec l'adhésion d'un nouveau membre mais une extension du territoire qu'elle couvre. Avant cette intégration, les échanges entre Allemagne de l'Est et celle de l'Ouest étaient considérés comme un commerce interallemand sans être soumis au tarif extérieur commun. Le Conseil européen de Dublin du 28 avril 1990 décide que « l'intégration du territoire de la RDA dans la Communauté serait effective dès que l'unification serait juridiquement établie, sans révision des traités, sous réserve de mesures transitoires concernant notamment les échanges extérieurs, l'agriculture, les politiques structurelles et l'environnement ». Cet aspect est repris dans le traité d'unification signé par les deux Parlements nationaux allemands.
Un premier traité sur le commerce et la coopération commerciale et économique est signé le 8 mai 1990: les Lander de l'Est reçoivent une aide financière et technique communautaire. Dans les trois années suivant la réunification, ceux-ci perçoivent le cinquième des aides structurelles de la CEE auxquelles s'ajoutent un subventionnement spécifique de l'État fédéral allemand porté à 110 milliards de Deutsche Marks par an, ce qui ne sera pas sans conséquences.
La première résolution parlementaire sur l'unification, adoptée le 4 avril 1990, contient une déclaration dans laquelle le Parlement « demande que soit rapidement élaboré un programme d'aide spéciale de la commission en faveur de la république démocratique allemande au cours de la période précédant l'unification [...] ». Cependant, lors du sommet de Dublin, les 28 et 29 avril 1990, cette solution est mise de côté et ce sont finalement les aides communautaires structurelles (FEDER, FSE, FEOGA et IFOP) qui vont être utilisées. Le problème se pose car les dépenses pluriannuelles avaient déjà été fixées, le Parlement décide donc d'augmenter le budget alloué à ces aides, de manière à ne pas réduire les fonds alloués à l'Espagne et au Portugal, nouvellement intégrés à la CEE (1986) ; les objectifs sont divers et notamment :
- Restructurer l'industrie afin de réduire le chômage et rapprocher l'économie de la RDA de celle des autres États membres.
- Développer le commerce avec l'Europe de l'Ouest mais conserver les relations à l'Est, de manière à accroitre également les revenus des autres États membres.
- Assainir l'environnement, fortement contaminé par les industries lourdes, notamment dans le Brandebourg.
- Favoriser la transition du système politique dans son ensemble et la cohésion sociale allemande et européenne.

### Intégration politique de la RDA dans la CEE
L'article 10 du traité entre la République fédérale d'Allemagne et la République démocratique allemande relatif à l'établissement de l'unité allemande (Einigungsvertrag) précise les modalités de l'intégration de la RDA au sein de la CEE et la prise d'effet du Droit des communautés européennes dans les États allemands nouvellement associés. Il précise que « les traités relatifs aux Communautés européennes avec leurs amendements et compléments ainsi que les conventions, traités et décisions de caractère international qui sont entrés en vigueur en connexion avec lesdits traités » ainsi que « les actes juridiques établis en vertu des traités relatifs aux Communautés européennes » entrent en vigueur à la date à laquelle les Lander est-allemands intègrent la RFA. Par ailleurs, le traité précise également que « les actes juridiques des Communautés européennes dont la mise en œuvre ou l'exécution est de la compétence des Lander » demeurent dans leurs pouvoirs, en fonction du droit propre à chacun des Lander.

## Conséquences dans la CEE
Avec la chute du mur de Berlin, le Conseil européen tient une séance exceptionnelle à Paris (18 novembre 1989), mais la question de l'unification de l'Allemagne n'y est pas évoquée. C'est le Parlement européen qui réagit le premier en adoptant une résolution sur la situation générale en Europe centrale et en Europe de l'est, dans laquelle il soutient, à côté du multipartisme et du respect des droits de l'homme, le droit du peuple de la RDA à l'autodétermination, « y compris la possibilité de faire partie d'une Allemagne unifiée dans une Europe unie, avec le renforcement de l'intégration communautaire, l'aide urgence et un plan de soutien et de coopération ». Le Parlement fait également part de sa volonté de développer un partenariat durable et multi-plans avec les pays d'Europe centrale et orientale se désolidarisant progressivement du bloc soviétique, ce qui se traduira dans les faits par le cinquième élargissement, processus qui prendra jusqu'à 25 ans selon les pays.
Sur le plan des institutions communautaires, la représentation de l'Allemagne reste la même à la Commission, au Conseil des ministres et à la Cour de justice. Seule sa représentation parlementaire est augmentée. Les nouveaux Länder qui représentent 18 millions d'habitants ont d'abord droit à 18 observateurs au Parlement européen, puis à 18 députés par décision du Conseil européen d'Edimbourg du 11 et 12 décembre 1992. La représentation allemande passe alors de 81 députés à 99 eurodéputés. En contrepartie, quelques sièges supplémentaires sont attribués, à partir des élections de 1994 à la France, la Grande-Bretagne et l’Italie, qui passent chacune de 81 à 87 députés. Le Parlement européen à douze compte ainsi, à partir de 1994, 567 députés au lieu de 518.